# Schulek Vilmos
Schulek Vilmos (Pest, 1843. április 21. – Budapest, 1905. március 13.) orvos, szemész, a Magyar Tudományos Akadémia rendes tagja. Jelentős munkásságot fejtett ki a szemészeti rendellenességek kóroktana és műtéti kezelése, a sebészi műszerek tökéletesítése terén. 1874-től 1905-ig volt a Budapesti Tudományegyetem szemészeti tanszékének és szemklinikájának vezetője.
Schulek Frigyes (1841–1919) építész öccse, Schulek János (1872–1948) építész nagybátyja. Schulek Vilmos egyenes ágú ősei ld.: Schulek család (felvidéki)

## Életútja
1860-tól a Bécsi Egyetemen, 1865 után a Pesti Tudományegyetemen folytatott orvosi tanulmányokat. Orvosi, sebész- és szülészdoktori oklevelét 1868-ban szerezte meg Bécsben, ahol már 1867-től Carl Ferdinand von Arlt gyakornokaként tevékenykedett az egyetemi szemészeti klinikán. 1869-ben fél évig a berlini Frigyes Vilmos Egyetemen hallgatta Albrecht von Graefe szemészeti előadásait, újabb fél évig pedig Utrechtben, Londonban, Párizsban, illetve svájci és németországi egyetemeken képezte tovább magát. 1870-től 1872-ig tanársegédként dolgozott a bécsi szemészeti klinikán, időközben 1871-ben szemészmesteri képesítést is szerzett.
1872-ben a szemészet nyilvános rendes tanárává nevezték ki az akkor megnyílt kolozsvári tudományegyetemre, az 1873–1874-es tanév első félévében az egyetem rektori tisztségét is betöltötte. Két év elteltével, 1874-ben elhagyta Kolozsvárt, és nyilvános rendes tanári címmel átvette a Budapesti Tudományegyetem szemészeti tanszékének vezetését, illetve az egyetem szemklinikájának igazgatását. Több mint három évtizeden keresztül, 1905-ben bekövetkezett haláláig állt a tanszék és a klinika élén, emellett 1890–1891-ben az egyetem rektora is volt.
Felesége Fuchs Melanie volt (Pest, 1857. április 23. – Budapest, 1913. május 13., házasságkötésük Budapest, 1877. május 19., Fuchs Melanie szülei Fuchs Rudolf [1809 – Budapest, 1892. november 22.] nagykereskedő és Weber Karolina [1822 – Budapest, 1914. december 17.].)
A Schulek ház. Építés éve: 1891. Építtető: Schulek Vilmos és társai. Budapest, VIII. kerület, Palotanegyed, József körút 45, Krúdy Gyula u. 22.

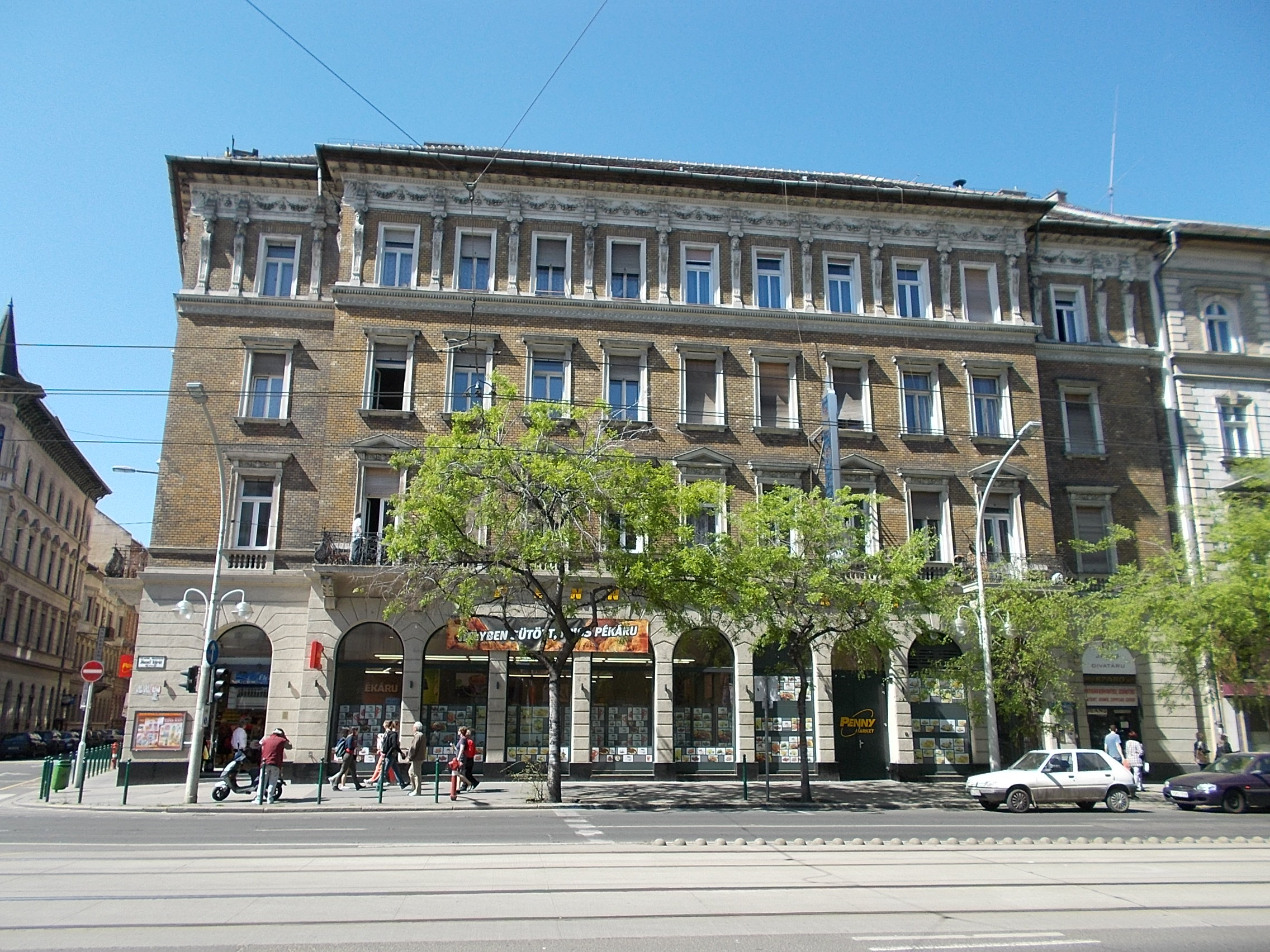
Schulek ház.
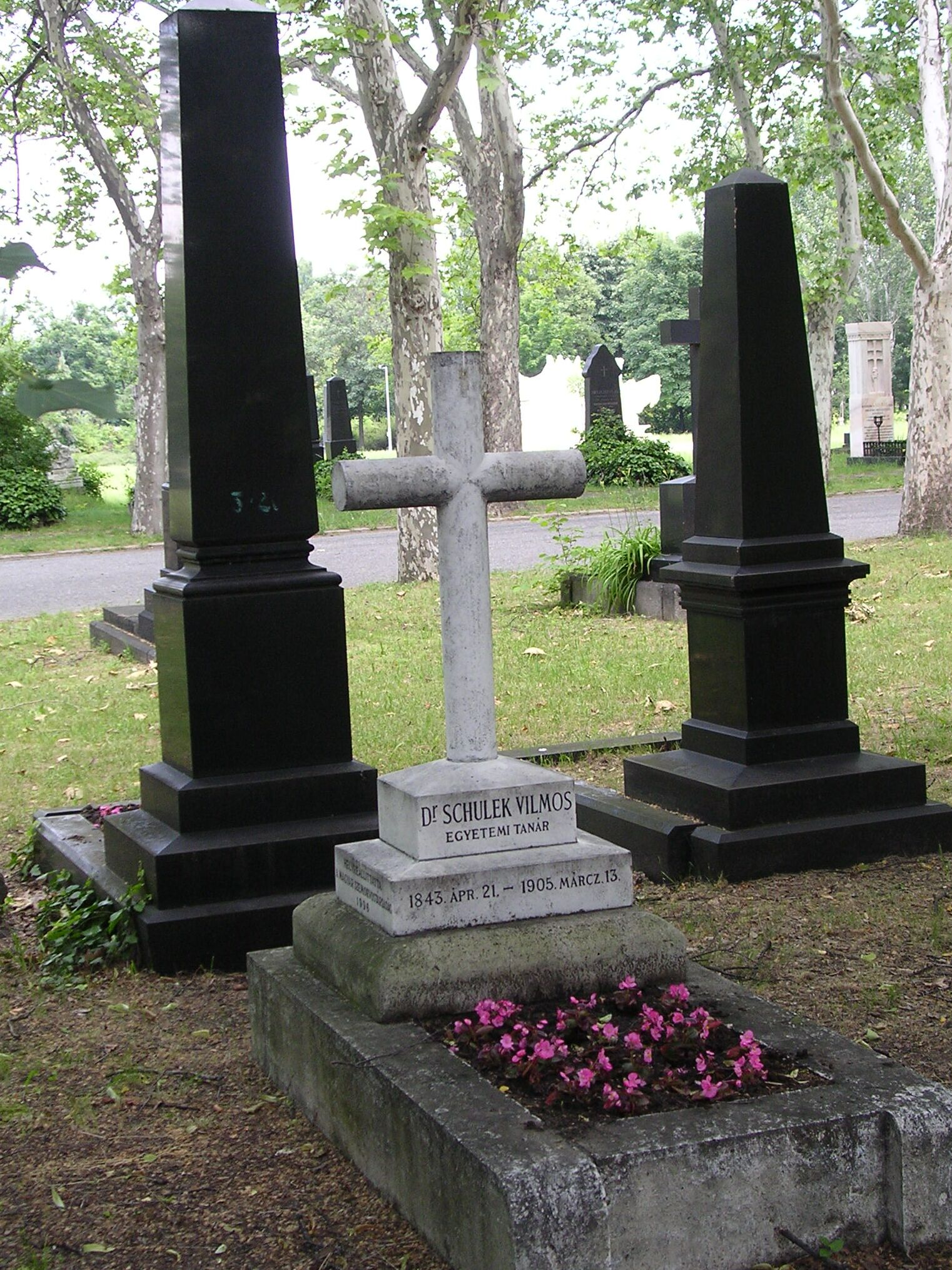
Schulek Vilmos sírja 2004-ben. Fiumei úti sírkert (29/2-4-20)

## Munkássága
A 19. század végének kiemelkedő szemsebésze volt, a korban egyedülállóan kisfokú látásvesztéssel járó műtéteket végzett. Továbbfejlesztette a szemsérülések, a kóros elváltozások következtében fellépő látászavarok sebészeti gyógymódjait, így például a szemgolyó, a szivárvány- és a kötőhártya, a pupillaszűkítő izom műtéti eljárásait, a szürke hályog és a befelé fordult szempillák eltávolításának módozatait. Behatóan foglalkozott a szembetegségek és látászavarok, így többek között a kancsalság, a szaruhártya görbületére visszavezethető rövidlátás, a vöröslátás (erythropsia), a kúszóhártya (pterygium) néven ismert kóros kötőhártya-szövetszaporulat, a glaukóma tünet- és kóroktanával, a szemmozgás és a kétszemes látás élettanával. Orvosmérnöki tevékenységet is végzett: kifejlesztett több szemüvegtokot és az ibolyántúli sugárzás ellen védő szemüveget, valamint tökéletesítette a hályogműtétek során alkalmazott sebészi műszereket.
A szemészszakképzés területén kifejtett munkássága szintén jelentős, tanítványai és közvetlen munkatársai közé tartozott többek között id. Imre József, 
id. Csapody István, Grósz Emil és Blaskovics László. Kezdeményezésére és szervezőmunkája nyomán foglalhatta el a fővárosi egyetem 1884-ben az új, korszerű szemklinika Mária utcai épületét. 1888-ban tett 11 015 forintos alapítványának köszönhetően jött létre a szemklinika szakkönyvtára.
1881-től szerkesztette az Orvosi Hetilap mellékleteként megjelenő Szemészet című folyóiratot. Ez utóbbiban, illetve a Mathematikai és Természettudományi Értesítőben jelentek meg fontosabb tanulmányai.

### Társasági tagságai és elismerései
1889-ben a Magyar Tudományos Akadémia levelező, 1902-ben rendes tagjává választották. Tagja volt az Országos Közegészségügyi Tanácsnak, alapító tagja és első alelnöke a Magyar Orvosi Könyvkiadó Társulatnak, és szintén alapító választmányi tagja a Budapesti Királyi Orvosegyesületnek.
Tanári működésének huszonötödik évfordulós jubileumán, 1897-ben címzetes miniszteri tanácsos lett.

### Főbb művei
- A nézésről munkálkodás közben. Budapest. 1881
- A szembogár szükítőnek kiszabadítása (Sphincterolisis anterior). Budapest. 1892
- Ungarische Beiträge zur Augenheilkunde I–III. Leipzig–Wien: 1895–1903 (társszerkesztő)
- Védőüvegek az ibolyántúli fény ellen: Fényhatástani tanulmányok alapján. Budapest. 1900
- A szempár közös működését bizonyító kísérletek. Budapest. 1904 (Akadémiai székfoglalója)

## További irodalom
- Genersich Antal: Schulek Vilmos. In: Akadémiai Értesítő 1905
- Grósz Emil: Schulek Vilmos. In: Szemészet 1905
- Mohr Mihály: Schulek Vilmos. In: Orvosi Hetilap 1905
- Varga Lajos: Schulek Vilmos. In: Orvosi Hetilap 1963. 16. sz.
- Salacz György: Schulek Vilmos iskolateremtő hatása a XX. század szemészetére. In: Szemészet CXXXVIII. 2001. 1. sz. 43–45. o.
- Salacz György: 100 éve halt meg Schulek Vilmos. In: Orvosi Hetilap CXLVI. 2005. 22. sz. 1213–1215. o.